# Carly Rae Jepsen
Carly Rae Jepsen (ur. 21 listopada 1985) – kanadyjska piosenkarka, autorka piosenek i aktorka, wykonująca muzykę z gatunku pop, z elementami dance-popu, synth popu i disco, a wcześniej także folk.
W 2007 zajęła trzecie miejsce w piątej edycji kanadyjskiej wersji programu Idol, a w następnym roku wydała album pt. Tug of War. Światową popularność zyskała w 2012 roku wydaniu singla „Call Me Maybe”, który osiągnął sukces komercyjny, docierając do pierwszego miejsca list przebojów m.in. w USA, Kanadzie i Australii oraz Wielkiej Brytanii i innych krajach Europy. Piosenką promowała swój drugi album pt. Kiss, na którym umieściła także przebój „Good Time” nagrany z Owl City. W 2015 wylansowała hit „I Really Like You”, którym promowała album pt. Emotion inspirowany stylistyką lat 80. i brzmieniami alternatywnymi. W 2019 wydała czwarty album w karierze – Dedicated, która spotkała się z pozytywnym przyjęciem od krytyków.
Sporadycznie udziela się jako aktorka. Jest sojuszniczką społeczności LGBT i cieszy się szczególną popularnością wśród mniejszości seksualnych.

## Życiorys
Urodziła się w niewielkiej miejscowości Mission w regionie Kolumbia Brytyjska w Kanadzie, jako druga z trójki dzieci. Jej rodzicami są Larry Jepsen i Alexandra z domu Lanzarotta, którzy mają duńskie i brytyjskie pochodzenie. Uczęszczała do Heritage Park Secondary School w Mission, a następnie uczyła się w Canadian College of Performing Arts w Victorii. Później zamieszkała w Vancouverze, gdzie pracowała w kawiarni jako barista i organizatorka występów typu „open mike”.
W 2007 zajęła trzecie miejsce w finale piątej edycji programu Idol. Wkrótce nagrała materiał demo, dzięki któremu udało jej się podpisać kontrakt z wytwórnią 604 Records. Latem 2008 wydała cover piosenki „Sunshine on My Shoulders” Johna Denvera jako swój pierwszy singiel. Kompozycja znalazła się na jej debiutanckim albumie Tug of War, wydanym 30 września 2008, który zawierał mieszankę popu i folku. Płyta nie była sukcesem komercyjnym, ale dwa kolejne promujące ją single, „Tug of War” i „Bucket”, dostały się do top 40 kanadyjskiej listy sprzedaży. W 2009 Jepsen wyruszyła w trasy koncertowe po Kanadzie z artystami, takimi jak Marianas Trench, Shiloh Hoganson, The Mission District i The New Cities.

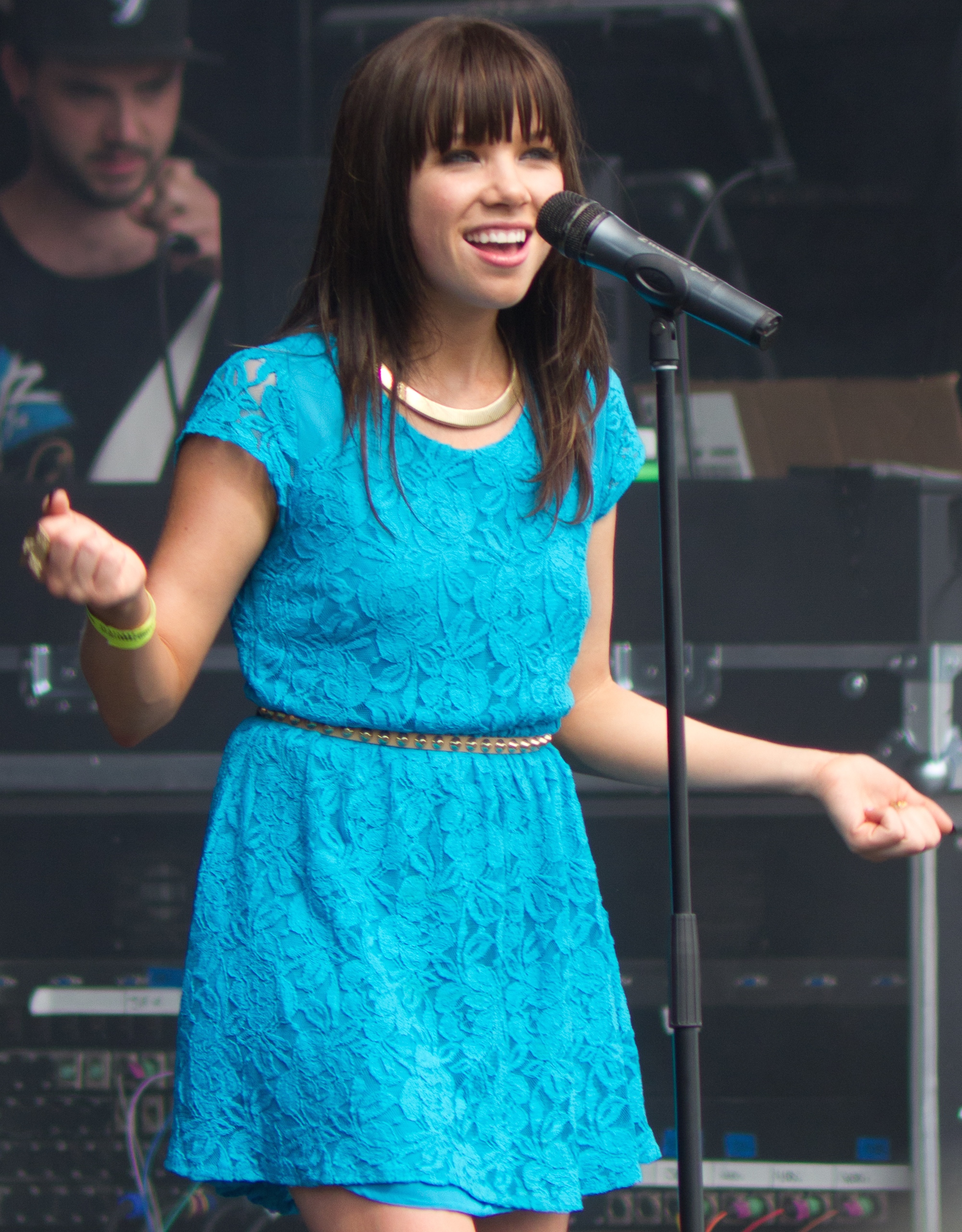
Jepsen (2012)

We wrześniu 2011 wydała singiel „Call Me Maybe”, który osiągnął sukces początkowo tylko w Kanadzie. O piosence zrobiło się głośniej za sprawą Justina Biebera i Seleny Gomez, którzy tweetowali o niej. Jepsen podpisała kontrakt z wytwórnią School Boy Records, której założycielem jest menedżer Biebera, Scooter Braun. Dzięki temu w 2012 roku singiel „Call Me Maybe” zdobył olbrzymią międzynarodową popularność i dotarł na pierwsze miejsca list przebojów w kilkunastu krajach na całym świecie, m.in. w USA, Kanadzie, Australii, Wielkiej Brytanii i licznych krajach Europy. W międzyczasie Carly supportowa zespół Hanson podczas ich tournée i zadebiutowała w amerykańskiej telewizji wykonując „Call Me Maybe” w The Ellen DeGeneres Show. Piosenka ta znalazła się na EP-ce Curiosity oraz kolejnym albumie Jepsen, Kiss, wydanym jesienią. Utrzymana w stylistyce dance-pop i teen pop płyta Kiss zawierała także kolejny światowy przebój, „Good Time”, nagrany z Owl City, i uplasowała się w top 10 m.in. w USA, Kanadzie, Australii, Japonii i Wielkiej Brytanii. Krążek promowały też single „This Kiss”, który nie osiągnął jednak spodziewanego sukcesu, i „Tonight I’m Getting Over You”, cieszący się dość dużą popularnością w Europie. Artystka zdobyła w tamtym czasie liczne nagrody, m.in. jedną American Music Award, trzy nagrody Juno oraz dwie Billboard Music Awards. W 2013 roku wyruszyła w solową trasę The Summer Kiss Tour i wydała dwa nowe single: „Take a Picture” we współpracy z Coca-Colą oraz własną wersję „Part of Your World” z filmu Mała Syrenka Disneya. W 2014 wzięła udział w nowej adaptacji sztuki Kopciuszek Richarda Rodgersa i Oscara Hammersteina II na Broadwayu.

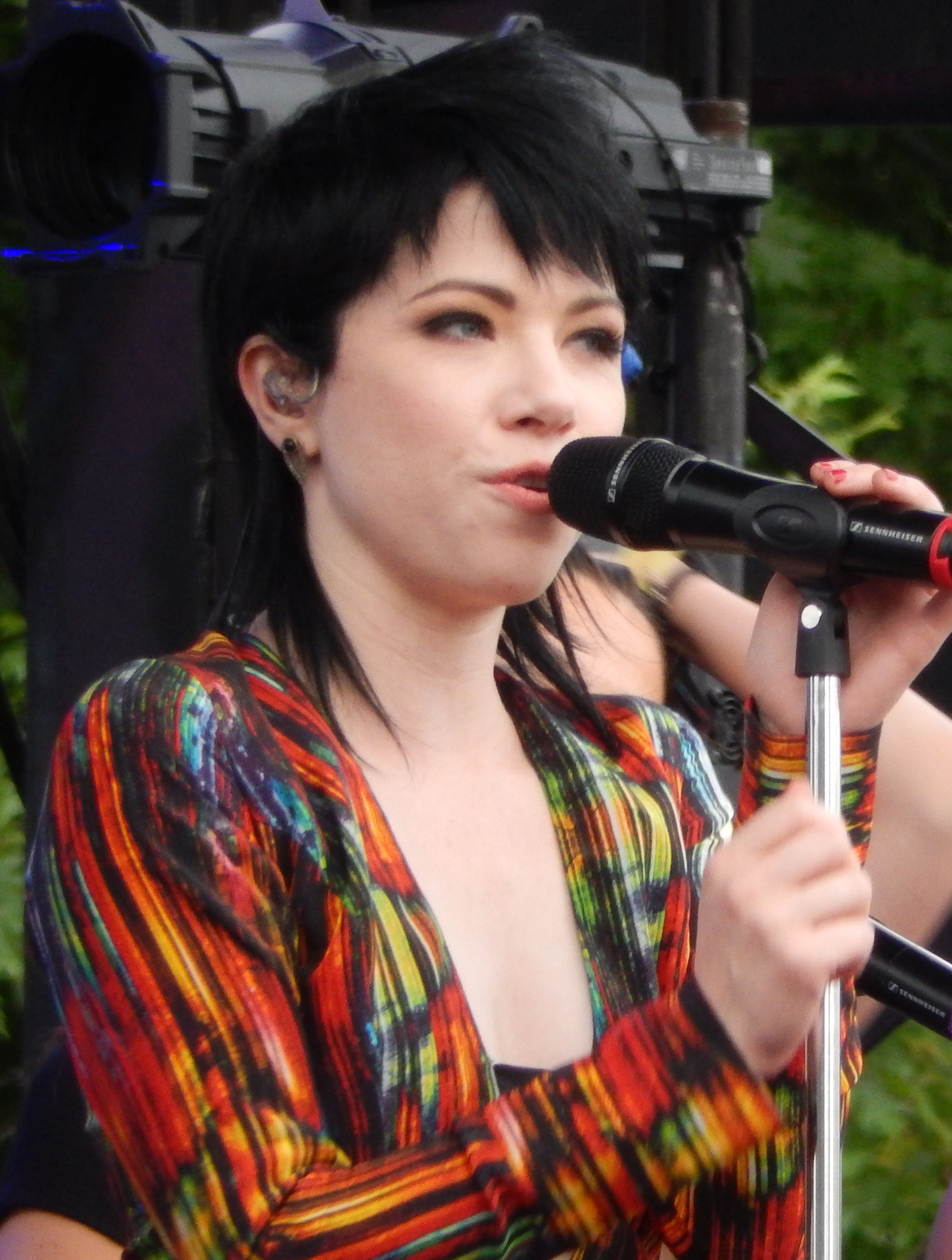
Jepsen w Chicago (2016)

W marcu 2015 wydała singiel „I Really Like You”, w teledysku do którego wystąpili Tom Hanks i Justin Bieber. Singiel spotkał się z sukcesem na listach przebojów, docierając do top 5 w Japonii, Wielkiej Brytanii i Irlandii, choć niektórzy skrytykowali słowa piosenki. Latem premierę miał kolejny singiel, „Run Away with Me”, który pomimo bardzo pozytywnych opinii krytyków nie powtórzył sukcesu poprzednika. Jepsen w czerwcu 2015 wydała album pt. Emotion, który został pozytywnie przyjęty przez krytyków i wysoko oceniony przez magazyny muzyczne, ale odniósł nieduży sukces komercyjny, choć na rynku japońskim sprzedał się w nakładzie większym niż 100 tysięcy kopii i uzyskał status złotej płyty. Jepsen jesienią wydała trzeci singiel z Emotion – „Your Type”, który poniósł komercyjną porażkę. Piosenkarka wyruszyła w trasę koncertową Gimmie Love Tour, poza tym wystąpiła w telewizyjnej adaptacji filmu Grease na amerykańskim kanale Fox i nagrała piosenkę „Everywhere You Look” do serialu komediowego Pełniejsza chata. Latem 2016 wydała EP-kę pt. Emotion: Side B będącą zbiorem piosenek, które nie trafiły na poprzedni album. Wydawnictwo spotkało się z  dobrym odbiorem krytyków. Pod koniec roku do kin trafił film animowany Balerina, w którym Jepsen udzieliła głosu jednej z postaci, a w ścieżce dźwiękowej znalazł się jej utwór „Cut to the Feeling”, który wiosną 2017 wydała jako singiel.

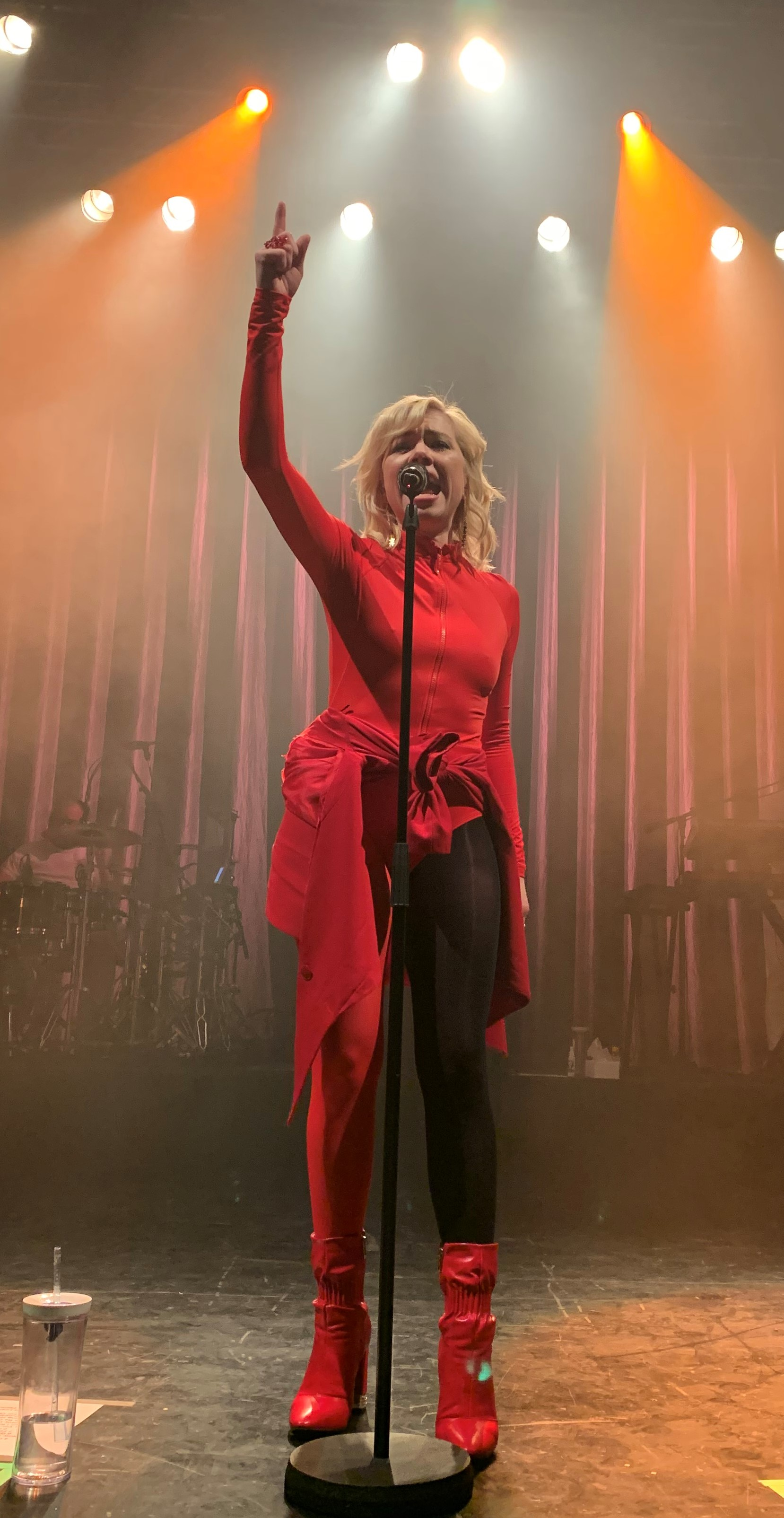
Jepsen w Oslo (2020)

Jesienią 2018 wydała singiel „Party for One”, która nie podbiła list przebojów. W lutym 2019 premierę miał podwójny singiel z utworami „Now That I Found You” i „No Drug like Me”, który osiągnął niewielki sukces w Japonii. W maju tego samego roku premierę miał jej czwarty album – Dedicated, na którym prezentowała brzmienie podobne do tego znanego z Emotions. Za krążek uzyskała dobre recenzje, jednak nie osiągnęła sukcesu sprzedażowego, a promujący go singiel „Too Much” poniósł klęskę na listach przebojów. W tym samym miesiącu Jepsen wyruszyła w trasę koncertową o nazwie The Dedicated Tour. Piosenka „OMG”, nagrana w duecie z DJ-em Gryffinem na jego album Gravity, dotarła do 1. miejsca amerykańskiej listy klubowej. Na początku roku 2020 Carly wydała singiel „Let’s Be Friends”, a następnie płytę Dedicated Side B, składającą się z niepublikowanych wcześniej utworów z sesji nagraniowych do Dedicated. Album otrzymał pozytywne recenzje. Pod koniec roku wydała świąteczny singiel „It’s Not Christmas Till Somebody Cries”.
W październiku 2022 wydała album The Loneliest Time, który promowała singlami: „Western Wind”, „Beach House” i tytułowym utworem nagranym w duecie z Rufusem Wainwrightem. Płyta dostała pozytywne recenzje i weszła do top 20 list sprzedaży w Kanadzie, USA i Wielkiej Brytanii. Jepsen promowała album trasą koncertową o nazwie So Nice. W lipcu 2023 ukazało się wydawnictwo The Loveliest Time, zawierające piosenki powstałe w czasie sesji nagraniowych do poprzedniej płyty. Album nie wszedł na główne listy przebojów, jednak otrzymał przychylne recenzje.

## Życie prywatne
W latach 2012–2013 pozostawała w związku na odległość z amerykańskim piosenkarzem Matthew Komą. Jej następnym partnerem był fotograf David Kalani Larkins, następnie związała się z brytyjskim kompozytorem Jamesem Flanniganem.
Jej młodzieńczy sposób ubierania się był krytykowany przez media jako niestosowny do wieku.

## Dyskografia

### Albumy studyjne
| Rok  | Tytuł              | Pozycje na listach | Pozycje na listach | Pozycje na listach | Pozycje na listach | Pozycje na listach | Pozycje na listach | Pozycje na listach | Pozycje na listach | Pozycje na listach | Pozycje na listach | Certyfikaty                                                                                         |
| Rok  | Tytuł              | CAN                | AUS                | GER                | IRL                | JAP                | NLD                | NZL                | SWI                | UK                 | USA                | Certyfikaty                                                                                         |
| ---- | ------------------ | ------------------ | ------------------ | ------------------ | ------------------ | ------------------ | ------------------ | ------------------ | ------------------ | ------------------ | ------------------ | --------------------------------------------------------------------------------------------------- |
| 2008 | Tug of War         | —                  | —                  | —                  | —                  | —                  | —                  | —                  | —                  | —                  | —                  | |
| 2012 | Kiss               | 5                  | 8                  | 22                 | 16                 | 4                  | 47                 | 6                  | 18                 | 9                  | 6                  | - CAN: złota płyta - AUS: złota płyta - JAP: platynowa płyta - POL: złota płyta - UK: srebrna płyta |
| 2015 | Emotion            | 8                  | 37                 | 73                 | 29                 | 8                  | 68                 | 35                 | 93                 | 21                 | 16                 | - JAP: złota płyta                                                                                  |
| 2019 | Dedicated          | 16                 | 33                 | —                  | 39                 | 32                 | —                  | 40                 | 71                 | 26                 | 18                 | |
| 2020 | Dedicated Side B   | 58                 | —                  | —                  | —                  | 60                 | —                  | —                  | —                  | 42                 | —                  | |
| 2022 | The Loneliest Time | 18                 | 62                 | —                  | 61                 | 52                 | —                  | 37                 | —                  | 16                 | 19                 | |
| 2023 | The Loveliest Time | —                  | —                  | —                  | —                  | —                  | —                  | —                  | —                  | —                  | —                  | |

### Kompilacje
| Rok  | Tytuł             | Pozycje na listach |
| Rok  | Tytuł             | JAP                |
| ---- | ----------------- | ------------------ |
| 2013 | Kiss: The Remix   | 157                |
| 2016 | Emotion Remixed + | 256                |

### EP-ki
| Rok  | Tytuł           | Pozycje na listach | Pozycje na listach | Pozycje na listach | Pozycje na listach | Pozycje na listach | Pozycje na listach |
| Rok  | Tytuł           | CAN                | AUS                | IRL                | JAP                | UK                 | USA                |
| ---- | --------------- | ------------------ | ------------------ | ------------------ | ------------------ | ------------------ | ------------------ |
| 2004 | Dear You        | —                  | —                  | —                  | —                  | —                  | —                  |
| 2012 | Curiosity       | 6                  | —                  | —                  | —                  | —                  | —                  |
| 2016 | Emotion: Side B | 55                 | 74                 | 89                 | 37                 | 182                | 62                 |
| 2019 | Spotify Singles | —                  | —                  | —                  | —                  | —                  | —                  |

### Single
| Rok  | Tytuł                                                | Pozycje na listach | Pozycje na listach | Pozycje na listach | Pozycje na listach | Pozycje na listach | Pozycje na listach | Pozycje na listach | Pozycje na listach | Pozycje na listach | Pozycje na listach | Certyfikaty | Album                            |
| Rok  | Tytuł                                                | CAN                | AUS                | GER                | IRL                | JAP                | NLD                | NZL                | SWI                | UK                 | USA                | Certyfikaty | Album                            |
| ---- | ---------------------------------------------------- | ------------------ | ------------------ | ------------------ | ------------------ | ------------------ | ------------------ | ------------------ | ------------------ | ------------------ | ------------------ | --- | -------------------------------- |
| 2008 | „Sunshine on My Shoulders”                           | —                  | —                  | —                  | —                  | —                  | —                  | —                  | —                  | —                  | —                  | | Tug of War                       |
| 2008 | „Tug of War”                                         | 36                 | —                  | —                  | —                  | —                  | —                  | —                  | —                  | —                  | —                  | - CAN: złota płyta | Tug of War                       |
| 2009 | „Bucket”                                             | 32                 | —                  | —                  | —                  | —                  | —                  | —                  | —                  | —                  | —                  | - CAN: złota płyta | Tug of War                       |
| 2009 | „Sour Candy” (oraz Josh Ramsay)                      | —                  | —                  | —                  | —                  | —                  | —                  | —                  | —                  | —                  | —                  | | Tug of War                       |
| 2011 | „Call Me Maybe”                                      | 1                  | 1                  | 3                  | 1                  | 3                  | 2                  | 1                  | 1                  | 1                  | 1                  | - CAN: diamentowa płyta - AUS: 15 × platynowa płyta - GER: 5 × złota płyta - JAP: 3 × platynowa płyta - NLD: 2 × platynowa płyta - NZL: 3 × platynowa płyta - SWI: 3 × platynowa płyta - UK: 4 × platynowa płyta - USA: diamentowa płyta | Curiosity                        |
| 2012 | „Curiosity”                                          | 18                 | —                  | —                  | —                  | —                  | —                  | —                  | —                  | —                  | —                  | - CAN: złota płyta | Curiosity                        |
| 2012 | „Both Sides Now”                                     | —                  | —                  | —                  | —                  | —                  | —                  | —                  | —                  | —                  | —                  | | Curiosity                        |
| 2012 | „Good Time” (oraz Owl City)                          | 1                  | 5                  | 11                 | 6                  | 2                  | 15                 | 1                  | 4                  | 5                  | 8                  | - AUS: 4 × platynowa płyta - GER: złota płyta - JAP: 2 × platynowa płyta - NZL: 2 × platynowa płyta - UK: platynowa płyta - USA: 2 × platynowa płyta                                                                                     | Kiss                             |
| 2012 | „This Kiss”                                          | 23                 | —                  | 64                 | 64                 | 65                 | 58                 | 39                 | —                  | 166                | 86                 | | Kiss                             |
| 2012 | „Almost Said It”                                     | —                  | —                  | —                  | —                  | —                  | —                  | —                  | —                  | —                  | —                  | | Kiss                             |
| 2013 | „Tonight I’m Getting Over You”                       | 88                 | 38                 | —                  | 32                 | —                  | 44                 | 40                 | 74                 | 33                 | 90                 | | Kiss                             |
| 2013 | „Take a Picture”                                     | —                  | —                  | —                  | —                  | —                  | —                  | —                  | —                  | —                  | —                  | | —                                |
| 2013 | „Part of Your World”                                 | —                  | —                  | —                  | —                  | —                  | —                  | —                  | —                  | —                  | —                  | | The Little Mermaid Greatest Hits |
| 2015 | „I Really Like You”                                  | 14                 | 37                 | 15                 | 3                  | 4                  | 16                 | 25                 | 15                 | 3                  | 39                 | - CAN: złota płyta - AUS: platynowa płyta - GER: złota płyta - JAP: 2 × platynowa płyta - POL: platynowa płyta - UK: platynowa płyta - USA: platynowa płyta                                                                              | Emotion                          |
| 2015 | „All That”                                           | —                  | —                  | —                  | —                  | —                  | —                  | —                  | —                  | —                  | —                  | | Emotion                          |
| 2015 | „Run Away with Me”                                   | 83                 | 100                | —                  | 82                 | —                  | —                  | —                  | —                  | 58                 | —                  | - UK: srebrna płyta | Emotion                          |
| 2015 | „Your Type”                                          | —                  | —                  | —                  | —                  | —                  | —                  | —                  | —                  | —                  | —                  | | Emotion                          |
| 2015 | „Last Christmas”                                     | —                  | —                  | —                  | —                  | —                  | 100                | —                  | —                  | —                  | —                  | | —                                |
| 2016 | „Everywhere You Look (The Fuller House Theme)”       | —                  | —                  | —                  | —                  | —                  | —                  | —                  | —                  | —                  | —                  | | —                                |
| 2016 | „First Time”                                         | —                  | —                  | —                  | —                  | —                  | —                  | —                  | —                  | —                  | —                  | | Emotion Remixed +                |
| 2017 | „It Takes Two” (oraz Mike Will Made It i Lil Yachty) | —                  | —                  | —                  | —                  | —                  | —                  | —                  | —                  | —                  | —                  | | —                                |
| 2017 | „Cut to the Feeling”                                 | —                  | —                  | —                  | —                  | 13                 | —                  | —                  | —                  | —                  | —                  | - JAP: złota płyta - UK: srebrna płyta | Emotion: Side B +                |
| 2018 | „Party for One”                                      | 100                | —                  | —                  | 98                 | 68                 | —                  | —                  | —                  | —                  | —                  | | Dedicated                        |
| 2019 | „Now That I Found You”                               | —                  | —                  | —                  | —                  | 44                 | —                  | —                  | —                  | —                  | —                  | | Dedicated                        |
| 2019 | „Too Much”                                           | —                  | —                  | —                  | —                  | —                  | —                  | —                  | —                  | —                  | —                  | | Dedicated                        |
| 2019 | „OMG” (oraz Gryffin)                                 | —                  | —                  | —                  | —                  | —                  | —                  | —                  | —                  | —                  | —                  | | Gravity                          |
| 2019 | „The Sound”                                          | —                  | —                  | —                  | —                  | —                  | —                  | —                  | —                  | —                  | —                  | | Dedicated                        |
| 2020 | „Let’s Be Friends”                                   | —                  | —                  | —                  | —                  | —                  | —                  | —                  | —                  | —                  | —                  | | Dedicated Side B                 |
| 2020 | „It’s Not Christmas Till Somebody Cries”             | —                  | —                  | —                  | —                  | —                  | —                  | —                  | —                  | —                  | —                  | | —                                |
| 2022 | „Western Wind”                                       | —                  | —                  | —                  | —                  | —                  | —                  | —                  | —                  | —                  | —                  | | The Loneliest Time               |
| 2022 | „Move Me” (oraz Lewis OfMan)                         | —                  | —                  | —                  | —                  | —                  | —                  | —                  | —                  | —                  | —                  | | —                                |
| 2022 | „Beach House”                                        | —                  | —                  | —                  | —                  | —                  | —                  | —                  | —                  | —                  | —                  | | The Loneliest Time               |
| 2022 | „Talking to Yourself”                                | —                  | —                  | —                  | —                  | —                  | —                  | —                  | —                  | —                  | —                  | | The Loneliest Time               |
| 2022 | „The Loneliest Time” (oraz Rufus Wainwright)         | —                  | —                  | —                  | —                  | —                  | —                  | —                  | —                  | —                  | —                  | | The Loneliest Time               |
| 2023 | „Shy Boy”                                            | —                  | —                  | —                  | —                  | —                  | —                  | —                  | —                  | —                  | —                  | | The Loveliest Time               |
| 2023 | „Shadow”                                             | —                  | —                  | —                  | —                  | —                  | —                  | —                  | —                  | —                  | —                  | | The Loveliest Time               |

## Trasy koncertowe
- 2013: The Summer Kiss Tour
- 2015–2016: Gimmie Love Tour
- 2019–2020: The Dedicated Tour
- 2022–2023: The So Nice Tour

## Dorobek aktorski
- 2014: Rodgers + Hammerstein’s Cinderella (sztuka teatralna) jako Ella
- 2014: Lennon or McCartney (film dokumentalny) jako ona sama
- 2016: Grease Live! (film telewizyjny) jako Frenchy
- 2016: Balerina (film animowany) jako Odette

## Nagrody
- 2012: Teen Choice Award w kategorii Breakout Artist[62]
- 2012: Teen Choice Award w kategorii Summer Song za „Call Me Maybe”[62]
- 2012: MTV Europe Music Award w kategorii Best Song za „Call Me Maybe”[63]
- 2012: MTV Europe Music Award w kategorii Best Push Act[63]
- 2012: American Music Award w kategorii New Artist of the Year[64]
- 2013: NRJ Music Award w kategorii International Breakthrough of the Year[65]
- 2013: Nagroda Juno w kategoriach Album of the Year i Pop Album of the Year za Kiss[66]
- 2013: Nagroda Juno w kategorii Single of the Year za „Call Me Maybe”[66]
- 2013: Billboard Music Award w kategoriach Top Digital Song i Top Pop Song za „Call Me Maybe”[67]